# Бжег-Дольний
Бжег-Дольний (пол. Brzeg Dolny, нім. Dyhernfurth, Дюрнфурт) — місто в південно-західній Польщі, на річці Одра. Належить до Волувського повіту Нижньосілезького воєводства.

## Демографія
Демографічна структура станом на 31 березня 2011 року:
|          | Загалом | Допрацездатний вік | Працездатний вік | Постпрацездатний вік |
| -------- | ------- | ------------------ | ---------------- | -------------------- |
| Чоловіки | 6108    | 1082               | 4409             | 617                  |
| Жінки    | 6631    | 987                | 4090             | 1554                 |
| Разом    | 12739   | 2069               | 8499             | 2171                 |

## Відомі люди, що народились в Бжегу-Дольному
- Тадеуш Дрозда — сатирик, співзасновник вроцлавського кабаре «Еліта», нар. 1949;
- Александр Скорупа — довголітній міський голова Бжегу-Дольного, посол до сейму VI каденції, воєвода Нижньої Сілезії, нар. 1955;
- Цезарій Жак — актор, нар. 1961;
- Кшиштоф Драч — актор Польського театру в Вроцлаві і Драматичного театру в Варшаві, нар. 1961;
- Войцех Гоффман — рок-гітарист, нар. 1955;
- Александра Кужак — оперна співачка, сопрано, нар. 1977.